# En pleine tempête
Pour les articles homonymes, voir Tempête (homonymie).
Pour plus de détails, voir Fiche technique et Distribution.
En pleine tempête ou La tempête au Québec (The Perfect Storm) est un film américain réalisé par Wolfgang Petersen, sorti en 2000. Il s'agit d'une adaptation du roman du même nom de Sebastian Junger, lui-même inspiré du naufrage de l'Andrea Gail pris dans la tempête de l'Halloween 1991.

## Synopsis
Octobre 1991, Gloucester. Pendant près de quatre siècles la ville fut le premier port d'Amérique, mais les temps difficiles obligent les marins à s'aventurer toujours plus loin dans les eaux froides de l'Atlantique. Après une saison de pêche décevante, le capitaine Billy Tyne convainc ses hommes de repartir une nouvelle fois en mer pour pêcher l'espadon. Le jeune Bobby laisse sa compagne Christina au port et embarque avec l'équipage à bord de l'Andrea Gail. Ignorant les conseils de son amie Linda qui l'avertit de l'arrivée imminente d'un ouragan dans la région, Tyne s'éloigne dans l'Atlantique Nord vers le Cap Flemish (Bonnet flamand), une zone où le poisson abonde. Au même moment, le voilier Mistral, pris dans le cyclone, décide d'avertir les secours. Après une pêche fructueuse mais marquée par une série d'incidents, le congélateur du bateau où sont stockés les poissons tombe en panne. Tyne décide de rentrer au port avec ses hommes et sa cargaison. Ils décident, pour cela, de traverser la terrible tempête.

## Fiche technique
- Titre original : The Perfect Storm
- Titre français : En pleine tempête
- Titre québécois : La tempête
- Réalisation : Wolfgang Petersen
- Scénario : William D. Wittliff avec la participation non créditée de Bo Goldman, d'après le livre The Perfect Storm de Sebastian Junger paru en 1997
- Musique : James Horner
- Photographie : John Seale
- Montage : Richard Francis-Bruce
- Production : Wolfgang Petersen, Barry Levinson, Gail Katz et Paula Weinstein
- Sociétés de production : Baltimore Pictures et Radiant Productions
- Société de distribution : Warner Bros.
- Budget : 140 millions $
- Genre : catastrophe, drame et aventure
- Durée : 130 minutes
- Dates de sortie :
  - États-Unis : 30 juin 2000
  - France : 9 août 2000

## Distribution
- George Clooney (VF : Patrick Noérie et VQ : Daniel Picard) : le capitaine Frank William "Billy" Tyne, Jr.
- Mark Wahlberg (VF : Alexandre Gillet et VQ : Patrice Dubois) : Bobby Shatford
- Diane Lane (VF : Hélène Chanson et VQ : Anne Bédard) : Christina Cotter-Shatford
- John C. Reilly (VF : Sylvain Lemarié et VQ : François L'Écuyer) : Dale « Murph » Murphy
- William Fichtner (VF : Jean-Jacques Nervest et VQ : Jean-Luc Montminy) : David « Sully » Sullivan
- John Hawkes (VF : Jacques Bouanich et VQ : Alain Zouvi) : Michael « Bugsy » Moran
- Allen Payne (VF : Jacques Martial et VQ : Antoine Durand) : Alfred Pierre
- Mary Elizabeth Mastrantonio (VF : Frédérique Tirmont et VQ : Élise Bertrand) : Linda Greenlaw
- Karen Allen (VQ : Christine Séguin) : Melissa Brown
- Bob Gunton (VQ : Yvon Thiboutot) : Alexander McAnally III
- Christopher McDonald (VF : Henri Courseaux et VQ : Vincent Davy) : Todd Gross
- Michael Ironside (VF : Philippe Dumond et VQ : Pierre Chagnon) : Bob Brown
- Dash Mihok (VQ : Charles Préfontaine) : le sergent Jeremy Mitchell
- Josh Hopkins (VQ : Martin Watier) : le capitaine Darryl Ennis
- James Lee : un timonier
- Cherry Jones : Edie Bailey
- Rusty Schwimmer (VQ : Anne Caron) : Irene

## Autour du film
Le scénario est adapté du livre de Sebastian Junger paru en 1997 qui fut un succès d'édition dès sa sortie aux États-Unis et est fondé sur des événements qui se sont produits lors de la tempête de l'Halloween 1991. Certaines scènes du film sont par ailleurs un mélange de faits réels et de dramatisation. De même, le nom de certains bateaux est modifié (ainsi le voilier Satori est dénommé Mistral dans le film), tout comme ceux de certains personnages devenus fictifs, inspirés pourtant de personnes bien réelles (cas de l'équipage de l’hélicoptère de secours).
D'autres scènes ont, par ailleurs, été totalement inventées par les scénaristes, afin de rendre le film plus spectaculaire. Enfin, des pêcheurs de Gloucester ont été engagés comme figurants et apparaissent à ce titre dans le film.
Le titre original du film, The Perfect Storm, n'est aucunement un nom officiel ni officieux de cet ouragan de début novembre 1991, mais simplement un qualificatif donné par le météorologiste Robert Case de la NOAA, celui-ci ayant utilisé ce jour-là le terme de « tempête parfaite » (en anglais perfect storm) comme conclusion à sa description de la convergence des conditions qui ont mené à cette configuration météorologique exceptionnelle (une tempête déjà très puissante... absorbant les restes d'un précédent ouragan, du nom de Grace, actif quelques jours plus tôt),. Les marins américains et canadiens ont officieusement donné à ce nouvel ouragan du 2 novembre le simple nom de tempête de l'Halloween 1991. Si un nom officiel lui avait été décerné cela aurait été Henri, mais bien qu'ayant atteint la force Ouragan (force 12 sur l'Échelle de Beaufort) le 2 novembre c'est en raison de sa brièveté (il est redescendu à la force 11 Beaufort de Violente tempête seulement quelques heures plus tard) que ce nom de baptême ne lui fut jamais donné.

## Accueil

### Critiques
En pleine tempête a reçu des critiques mitigées de la part des critiques, avec un taux d'approbation de 47 % sur le site critique Rotten Tomatoes, avec le consensus suivant : « Bien que les effets spéciaux soient bien réalisés et assez impressionnants, ce film manque de tout drame ou caractérisation. Le résultat final est un film agréable à regarder et rien d'autre. »

### Box-office
| Pays                          | Box-office        | Nbre de sem. | Classement TLT, | Date  |
| Box-office Mondial            | 328 718 434 $     | -            | 173e            | Total |
| Box-office États-Unis/ Canada | 182 618 434 $     | 23           | 112e            | Total |
| Box-office Belgique           | 300 000 entrées   | -            | -               | Total |
| Box-office France             | 1 403 086 entrées | -            | -               | Total |
| Box-office Suisse             | 125 185 entrées   | -            | -               | Total |

## Distinctions
(en) Récompenses pour En pleine tempête sur l’Internet Movie Database

### Nominations
- 73e cérémonie des Oscars :
  - Oscar du meilleur son
  - Oscar des meilleurs effets visuels

## Procès
Peu après la sortie du film, les deux filles et la femme du capitaine Frank William "Billy" Tyne, Jr. (incarné par George Clooney) portent plainte en Floride contre Warner Bros.. Elles reprochent au film de présenter une version fausse des agissements du capitaine et de son caractère. Elles avancent que "Skip" Tyne n'était pas bagarreur comme dépeint dans le film qu'il ne se moquait jamais de son équipage et qu'il ne les aurait jamais mis en danger. Après une longue procédure de près de 14 ans, la cour suprême de Floride donnera raison au studio le 7 juin 2014.